# Ariel Montenegro
Ariel Alfredo Montenegro Casella (Buenos Aires, Argentina, 3 de noviembre de 1975) es un exfutbolista argentino. Es hermano de Daniel Montenegro, exjugador de Huracán.

## Trayectoria
Comenzó su carrera en el Club Social y Deportivo Liniers y en Primera División en San Lorenzo de Almagro, pero también pasó por clubes como Independiente de Avellaneda, donde jugó con su hermano Daniel "Rolfi" Montenegro, y fue parte del equipo campeón del Apertura 2002, y por Belgrano de Córdoba.
Luego partió a España, donde estuvo tres años (en varias etapas) en el Córdoba CF, siendo una pieza básica en las alineaciones del equipo blanquiverde. En el Pontevedra CF tuvo un paso fugaz antes de jugar en el CD Numancia de Soria. En el Hércules CF lució en su camiseta el nombre "Ariel TMT" en referencia a su nombre y TMT en honor a sus tres hijos. 
Tras un paso por Gimnasia y Esgrima de Jujuy en el que apenas fue titular, a mediados de julio de 2009 fichó por el Lucena CF, equipo cordobés que milita en la Segunda División B, Grupo IV, del fútbol español.
En el verano del 2010 cambió los colores del Lucena por los del Peñarroya-Pueblonuevo CF, recién ascendido a la Tercera División de España. Tras dos años en el equipo cordobés, Montenegro se retiró de la actividad profesional.
Actualmente, es entrenador del CD Pozoalbense Femenino.

## Clubes
| Club                       | País      | Año       |
| -------------------------- | --------- | --------- |
| San Lorenzo                | Argentina | 1995-1999 |
| Belgrano                   | Argentina | 1999-2000 |
| Independiente              | Argentina | 2000-2002 |
| Córdoba                    | España    | 2003-2005 |
| Pontevedra                 | España    | 2005-2006 |
| Numancia                   | España    | 2006      |
| Hércules                   | España    | 2006-2008 |
| Gimnasia y Esgrima (Jujuy) | Argentina | 2008-2009 |
| Lucena                     | España    | 2009-2010 |
| Peñarroya-Pueblonuevo      | España    | 2010-2012 |